# Staffort
Staffort is een plaats in de Duitse gemeente Stutensee, deelstaat Baden-Württemberg, en telt 2001 inwoners (2011).